# Moorweiher im Staatsforst Drelsdorf
Moorweiher im Staatsforst Drelsdorf este o arie protejată (arie specială de conservare — SAC, sit de importanță comunitară — SCI) din Germania întinsă pe o suprafață de 6 ha, integral pe uscat.

## Localizare
Centrul sitului Moorweiher im Staatsforst Drelsdorf este situat la coordonatele 54°35′47″N 9°06′23″E / 54.5964°N 9.1064°E.

## Înființare
Situl Moorweiher im Staatsforst Drelsdorf a fost declarat sit de importanță comunitară în septembrie 2004 pentru a proteja un număr necunoscut de specii din flora spontană și fauna sălbatică aflate în arealul zonei. Situl a fost protejat și ca arie specială de conservare în ianuarie 2010.

## Biodiversitate
Situată în ecoregiunea atlantică, aria protejată conține 2 habitate naturale: Lacuri și iazuri distrofice naturale, Mlaștini turboase de tranziție și turbării mișcătoare.
La baza desemnării sitului se află un număr nedeclarat de specii protejate: